# Karoline Lund
Karoline Lund (født 31. maj 1999) er en norsk håndboldspiller, der spiller for København Håndbold i Damehåndboldligaen. Hun har derudover også optrådt to gange for det norske rekrutlandshold.
Hun repræsenterede også de norske ungdomslandshold ved U/19-EM i håndbold i 2019 i Slovenien, Ungdoms-VM i håndbold i 2016 og vandt sølv ved Junior-VM i håndbold 2018 i Ungarn.
Lund skrev, i februar 2021, under på en 3-årig kontrakt med den danske topklub København Håndbold. Inden skiftet til Danmark, spillede hun få måneder på en lejeaftale for den franske topklub Paris 92.